# Canta (tỉnh)
Tỉnh Canta (tiếng Tây Ban Nha: Provincia de Canta) là một tỉnh thuộc vùng Lima của Peru. Tỉnh Canta có diện tích 1687 km², dân số thời điểm theo điều tra dân số ngày 11 tháng 7 năm 1993 là 10996 người. Tỉnh lỵ đóng ở Canta.